# Ribera Alto Ebro
La Ribera del Alto Ebro es una comarca y una subzona (según la Zonificación Navarra 2000) de la Comunidad Foral de Navarra (España), situada dentro de la zona de la Ribera Alta. Está compuesta por las poblaciones más meridionales de la Merindad de Estella. La comarca está compuesta por 9 municipios que sumaban en 2014 una población de 26.477 habitantes (INE).

## Geografía física

### Situación
La comarca de la Ribera del alto Ebro está situada en la parte sur-occidental de la Comunidad Foral de Navarra, dentro de la Ribera Alta de Navarra. Está compuesta por 7 municipio, tiene una superficie total de 455 km² y limita al norte con la Estella Occidental y Estella Oriental, al este con la Comarca de Tafalla y la Ribera Arga-Aragón y al sur y oeste con la Comunidad Autónoma de La Rioja.

## Municipios
La comarca de la Ribera del Alto Ebro está formada por 9 municipios, que se listan a continuación con los datos de población, superficie y densidad correspondientes al año 2017 según el INE.
| Municipio  | Población | Superficie | Densidad |
| ---------- | --------- | ---------- | -------- |
| Andosilla  | 2718      | 51,62      | 52.65    |
| Azagra     | 3843      | 33,71      | 114      |
| Cárcar     | 1038      | 40,45      | 25.66    |
| Lerín      | 1654      | 98,16      | 16.85    |
| Lodosa     | 4730      | 45,34      | 104.32   |
| Mendavia   | 3570      | 78,33      | 45.58    |
| San Adrián | 6214      | 21,15      | 293.81   |
| Sartaguda  | 1316      | 14,91      | 88.26    |
| Sesma      | 1152      | 71,33      | 16.15    |